# Barbara Weinstein
Barbara Weinstein es una deportista estadounidense que compitió en saltos de plataforma. Ganó una medalla de oro en los Juegos Panamericanos de 1979, en la prueba individual.

## Palmarés internacional
| Juegos Panamericanos | Juegos Panamericanos   | Juegos Panamericanos | Juegos Panamericanos |
| Año                  | Lugar                  | Medalla              | Prueba               |
| -------------------- | ---------------------- | -------------------- | -------------------- |
| 1979                 | San Juan (Puerto Rico) | Medalla de oro       | Plataforma 10 m      |